# Georg Kink
Georg Kink (* 26. August 1949 in Garmisch-Partenkirchen) ist ein ehemaliger deutscher Eishockeyspieler und -trainer. Im Laufe seiner Karriere war er unter anderem für den Augsburger EV, Düsseldorfer EG und Kölner EC in der Bundesliga aktiv. Mit der deutschen Nationalmannschaft nahm er an zwei Weltmeisterschaften und den Olympischen Winterspielen 1972 teil. Als Trainer führte er seinen Heimatverein, den SC Riessersee, aus der Oberliga bis in die Deutsche Eishockey Liga.

## Karriere

### Als Spieler
Georg Kink wuchs in Garmisch-Partenkirchen auf und durchlief beim SC Riessersee sämtliche Jugendmannschaften. Ende der 1960er Jahre spielte Kink für die Eishockeyabteilung des FC Bayern München in der Bundesliga, ehe diese 1969 an den Augsburger EV verkauft wurde. Beim AEV spielte Kink bis 1973 und wechselte anschließend aus beruflichen Gründen zur Düsseldorfer EG. Dort spielte er fünf Jahre und wurde in der Spielzeit 1974/75 mit der DEG deutscher Meister. Von 1978 bis 1980 war er zwei Jahre für den rheinischen Rivalen der DEG, den Kölner EC, aktiv und feierte mit dem KEC 1979 seine zweite Meisterschaft. In der Saison 1980/81 spielte er noch einmal in seiner bayerischen Heimat für den EHC 70 München, mit dem er allerdings in die 2. Bundesliga abstieg. Die folgenden zwei Jahre war er in der zweithöchsten Spielklasse für den Duisburger SC aktiv. Anschließend spielte er ein Jahr lang für den Krefelder EV, ehe er seine aktive Karriere zwei Jahre lang beim SC Solingen – ebenfalls in der 2. Bundesliga – ausklingen ließ.

### Als Trainer
Nach seinem Karriereende als Spieler 1986 übernahm er beim SC Solingen sofort das Traineramt. Den Zweitligisten trainierte er zwei Jahre lang, ehe er für jeweils eine Spielzeit beim EC Ratingen und anschließend beim EHC Essen-West der Hauptverantwortliche hinter der Bande war. Mit den Essenern erreichte er 1989/90 die Aufstiegsrelegation zur 1. Bundesliga, in der er mit dem Team als Siebter den Aufstieg verpasste. Im Sommer 1990 kehrte er in die Bundesliga zurück, als er einen Vertrag beim Bundesligisten PEV Weißwasser unterzeichnete.
Zwischen 1993 und 1996 betreute er seinen Heimatverein, den SC Riessersee, in der Oberliga, 1. Liga und in der Saison 1995/96 in der 1994 gegründeten Deutschen Eishockey Liga als Cheftrainer.
Von 2000 bis 2004 trainierte er den Oberligisten EC Peiting, mit dem er zwar regelmäßig an der Aufstiegsrunde teilnahm, aber den Aufstieg nicht erreichte. Anschließend war Kink in der Spielzeit 2004/05 Trainer des EHC München in der Oberliga, wurde dort aber nach der Vorrunde entlassen, ehe das Team die Aufstiegsrunde als Erstplatzierte beendete.
Zwischen 2010 und 2018 war Kink Cheftrainer der U18-Junioren des SC Riessersee, mit der er an der DNL, Jugend-Bundesliga respektive DNL2 teilnahm.

## Erfolge und Auszeichnungen
- 1975 Deutscher Meister mit der Düsseldorfer EG
- 1975 Aufstieg in die A-Gruppe bei der B-Weltmeisterschaft
- 1979 Deutscher Meister mit dem Kölner EC

## Karrierestatistik
(Legende zur Spielerstatistik: Sp oder GP = absolvierte Spiele; T oder G = erzielte Tore; V oder A = erzielte Assists; Pkt oder Pts = erzielte Scorerpunkte; SM oder PIM = erhaltene Strafminuten; +/− = Plus/Minus-Bilanz; PP = erzielte Überzahltore; SH = erzielte Unterzahltore; GW = erzielte Siegtore; 1 Play-downs/Relegation; Kursiv: Statistik nicht vollständig)

## Familie
Seine beiden Söhne Marcus und George spielen ebenfalls (semi-)professionell Eishockey.